# Macropteronotus hexacicinnus
Macropteronotus hexacicinnus és una espècie de peix de la família dels clàrids i de l'ordre dels siluriformes.